# Paepae

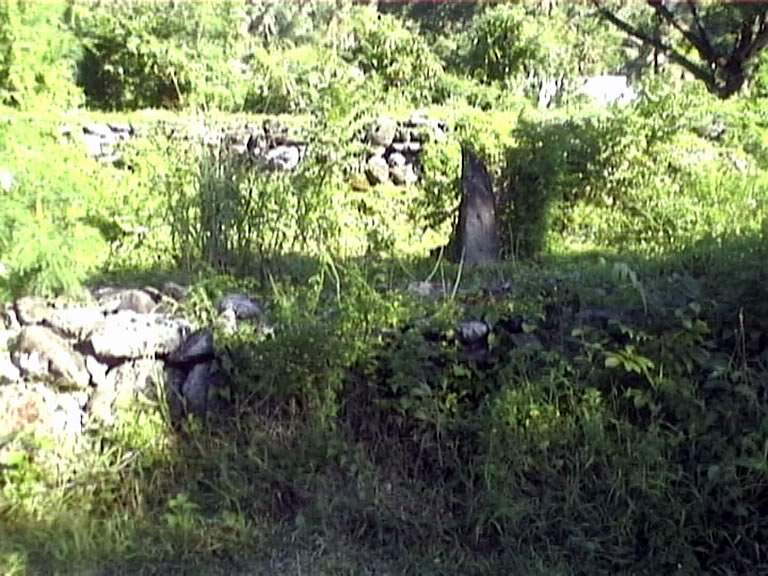
Paepae au koutu de Taputapuatea

Le paepae est un vestige archéologique commun dans la zone de peuplement polynésienne. Il désigne une aire dallée de pierre volcanique ou d'origine corallienne qui servait de fondation à des constructions de bois.
Ces constructions pouvaient être de petites habitations, ou de grandes cases qui servaient de lieu de réunion et de rassemblements. On en retrouve en grand nombre dans les vallées qui servaient de zone de peuplement aux ethnies polynésiennes de culture maorie. Il est parfois associé au tohua, un vaste espace dallé, où se déroulaient fêtes et manifestations et aux marae, lieux de culte familiaux ou tribaux.
Les pierres qui forment la circonférence de la zone dallée sont parfois décorées de pétroglyphes taillés dans la pierre. Les dessins variés représentent des formes triangulaires rappelant des coquillages, des disques, des disques entourés de traits rayonnants (comme un soleil) et des tortues, forme récurrente dans les motifs pétroglyphiques. De tels paepae décorés sont rares et indiquent des constructions particulières (maisons de chefs, de prêtres ou lieux de rassemblement tribaux).

## Sources
Encyclopédie Universalis, volume 11 in article Océanie ; Ethnographie ; L'architecture polynésienne, p. 1051 (éditions 1983). 